# Ducin
Ducin este o arie protejată de interes național ce corespunde categoriei a IV-a IUCN (rezervație naturală de tip mixt), situată în județul Caraș-Severin, pe teritoriul administrativ al comunei Lăpușnicu Mare.
Rezervația naturală înclusă în Parcul Național Cheile Nerei - Beușnița, aflată în partea vestică a satului Lăpușnicu Mare, are o suprafață de 260,70 și a fost declarată arie naturală protejată, prin Legea Nr.5 din 6 martie 2000 (privind aprobarea Planului de amenajare a teritoriului național - Secțiunea a III-a - zone protejate).
Aria protejată reprezintă o zonă împădurită, cu abrupturi, chei, pereți calcaroși, doline, văi, pajiști și poieni; de interes forestier, floristic și faunistic.